# Max Wissel

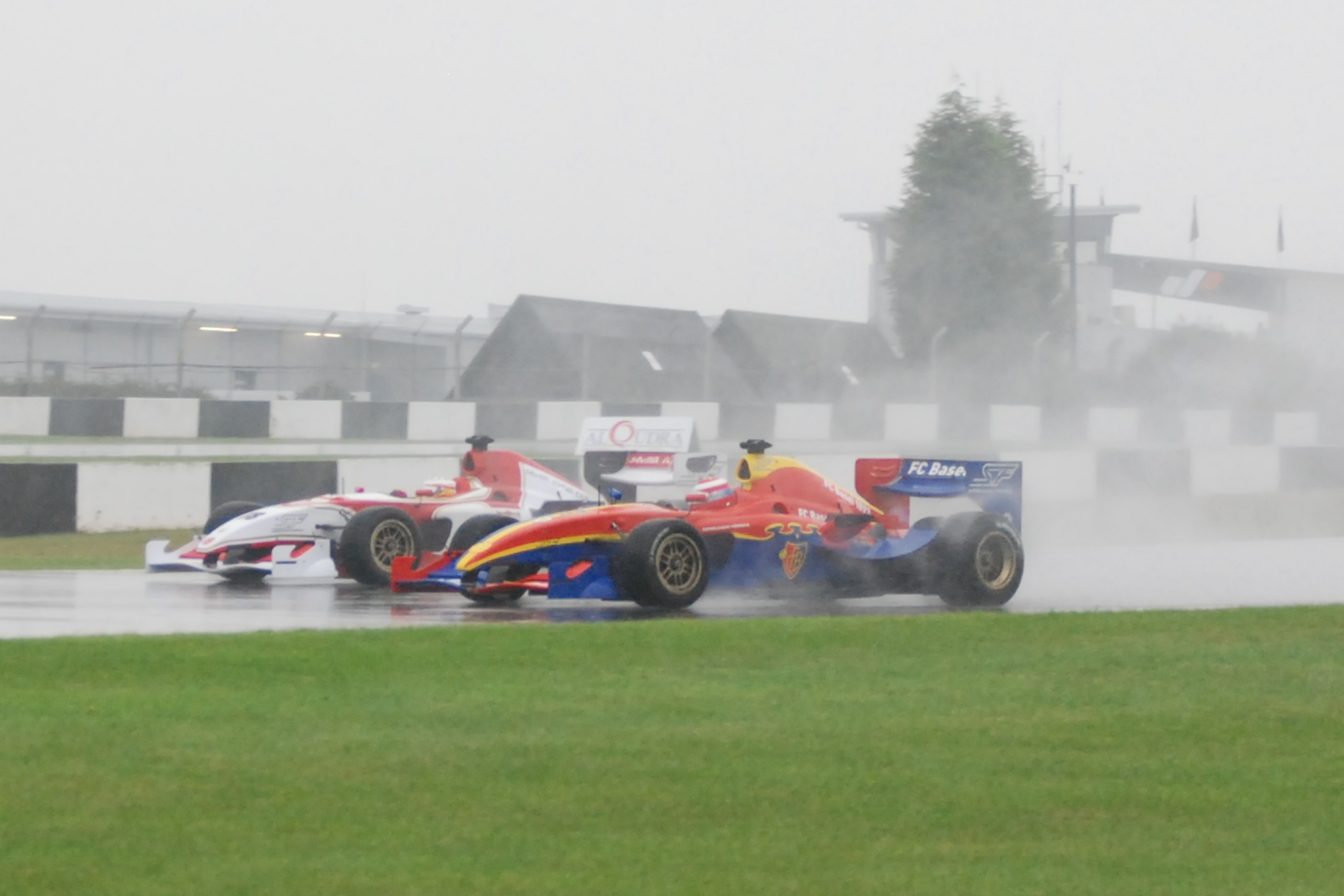
Wissel startete in der Superleague-Formula-Saison 2008 für den FC Basel

Maximilian „Max“ Wissel (* 24. November 1989 in Alzenau) ist ein deutscher Automobilrennfahrer, welcher vor allem durch seine großen Erfolge in der PSGL F1 Liga, in dem Videospiel F1, bekannt wurde.

## Karriere
Nachdem Wissel seine Motorsportkarriere 1996 im Kartsport begonnen hatte, wechselte er 2006 in den Formelsport in die deutsche Formel BMW zu GU-Racing International. Mit einer Podest-Platzierung belegte er am Saisonende den elften Gesamtrang. 2007 blieb Wissel in der deutschen Formel BMW und bestritt seine zweite Saison in dieser Rennserie. Mit einem Sieg belegte er diese Saison den sechsten Platz im Gesamtklassement. 2008 begann er die Saison in der nordeuropäischen Formel Renault. Im August wechselte er in die erste Saison der Superleague Formula und startete für das Team des FC Basel, welches von GU-Racing International betreut wurde. Am Saisonende belegte er den 15. Gesamtrang. 2009 blieb Wissel in der Superleague Formula beim Team des FC Basel und verbesserte sich durch einen Sieg auf den dritten Platz in der Gesamtwertung. Dabei ließ er unter anderem Giorgio Pantano, den GP2-Meister von 2008, hinter sich. 2010 startete der Deutsche wieder in der Superleague Formula und bestritt seine dritte Saison für den FC Basel. Er gewann ein Rennen und es gelang ihm den dritten Gesamtrang für den FC Basel zu verteidigen.

## Statistik

### Karrierestationen
- 1996–2005: Kartsport
- 2006: Deutsche Formel BMW (Platz 11)
- 2007: Deutsche Formel BMW (Platz 6)
- 2008: Superleague Formula (Platz 15)
- 2009: Superleague Formula (Platz 3)
- 2010: Superleague Formula (Platz 3)